# パンセライコスFC
パンセライコスFC（ΠΑΕ Πανσερραϊκός, 英語: Panserraikos Football Club）は、ギリシャのセレスに本拠地を置くサッカークラブである。ギリシャ北部で支持の高いクラブの1つであり、1960年代から70年代にかけては継続的に1部リーグに所属していた。

## 歴史
パンセライコスFCは1946年にセレスでアポロンとイラクリスの2つのクラブが合併して設立された。初代会長にはエヴァンゲロス・チャツィアタナシアディス、名誉会長にはアンゲロス・アンゲロウシス、副会長にはテオドロス・アタナシアディスが就いた。クラブの色は赤と白で、この歴史的な合併から生まれた強大な力を象徴していた。
セレスの人々の強さと好戦的な美徳を示すトレードマークとして、アンフィポリスのライオン像が選ばれた。1964-65シーズンに初めて全国リーグに参戦した。リーグはアポロンとイラクリスの両方が所属していたベータ・エスニキ（2部リーグ）となった。このシーズンを2位に勝ち点11の差を付け優勝し、1部昇格を勝ち取った。
1992年に降格して以降、2部で苦戦し、1993年と1996年には3部に降格したが、2度ともすぐに2部リーグに復帰した。昇格には何度か近づいたが、1998年には勝ち点5、 2000年にはわずか勝ち点1で逃した。
2008年、パンセライコスは16年ぶりにギリシャ・スーパーリーグへの昇格を果たした。2009年3月4日には、アテネ・オリンピックスタジアムで行われたキペロ・エラーダス準々決勝のパナシナイコス戦で、チームの多くの先発選手が負傷または出場停止となっていた中、3-2で歴史的な勝利を収め、準決勝に進出した。パンセライコスにとって、キペロ・エラーダスの準決勝に進出したのはこれが初めてだった。リーグでは残留できず、2009-10シーズンは再び2部でプレーすることとなった。
2009-10シーズンは2部で平凡なスタートを切ったが、キペロ・エラーダス4回戦で強豪のオリンピアコスFCに3-1の勝利を収め、活気を取り戻した。リーグ戦は結局5位に終わったが、プレーオフで1位となり、1部昇格を勝ち取った。翌シーズンは残留を果たせず1年で再び降格となった。2012-13シーズンは2部で8位となったが、ペトロス・テオドリディス会長の死去の後、息子のラザロス・テオドリディスがロシア人投資家で自称実業家のコンスタンチン・ボストリコフにクラブを売却しようとしたが失敗に終わり、財政難のため3部に降格となった。ボストリコフは1万人収容のスタジアムを建設すると主張していた。ボストリコフの失態と、ディミトリス・トロシュコフ取締役の素人的な対応が、3部リーグへの降格の主たる原因であると考えられている。

## エンブレムとカラー

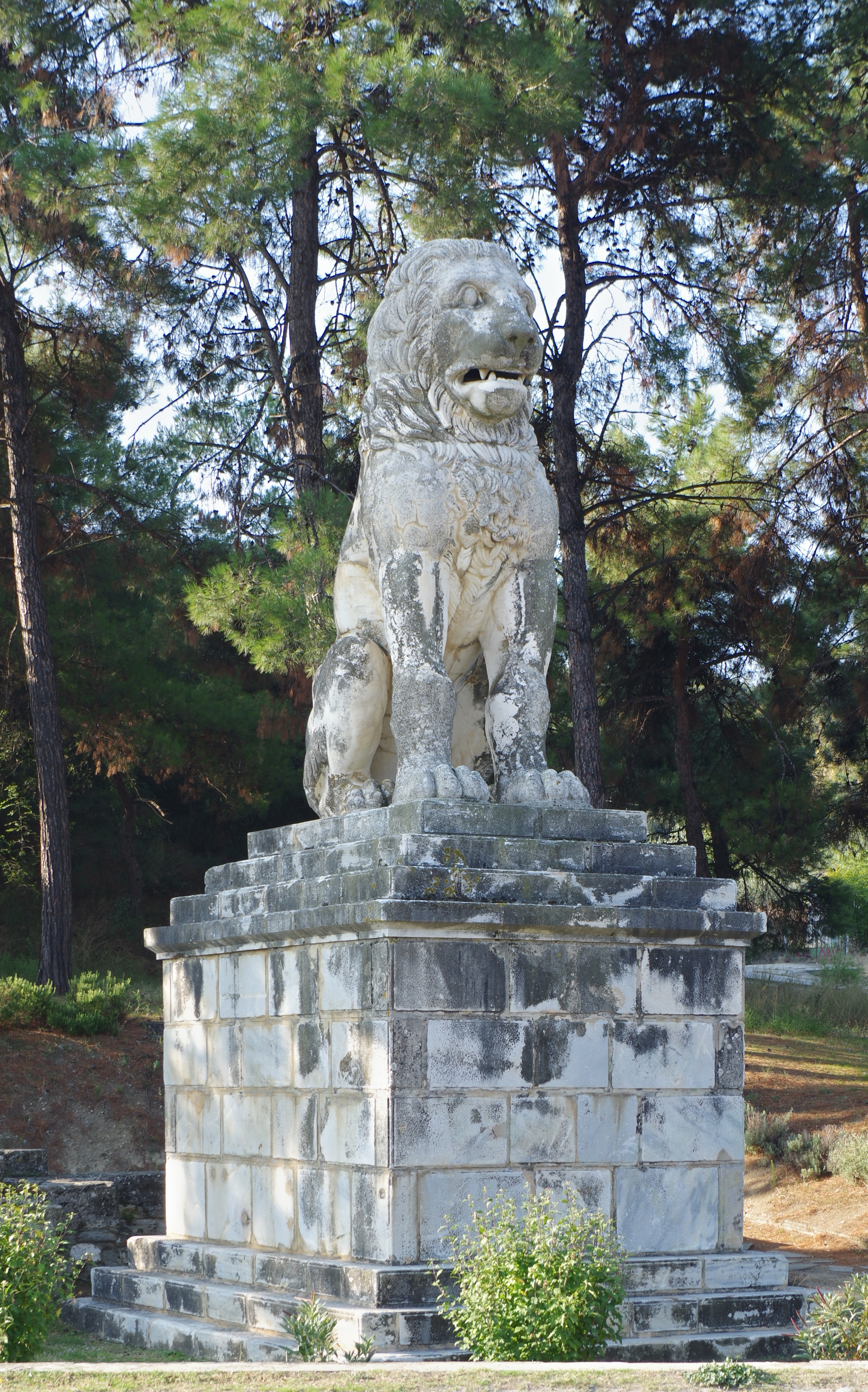
アンフィポリスのライオン像

セレス県で最も重要なモニュメントの1つであるアンフィポリスのライオン像をエンブレムとして採用している。ライオン像はストルマ川西岸のテッサロニキとカヴァラを結ぶ旧国道沿いに位置しており、発掘が完了した後、発見された位置の台座の上に復元された。前足を上げた山猫の姿勢で堂々とした大理石のライオンである。一部の考古学者によると、像は紀元前4世紀末にローマの征服者によって破壊され、ローマに持ち帰るために粉々にされた可能性があるとされるが、最も可能性の高い説は1204年にブルガリア人によって破壊されたというものである。
記念碑の建設目的や原因については様々な説があるが、最も一般的なものは、考古学者のオスカー・ブロニアーによる説、ラリコスの子でアレクサンドロス大王の信頼できる友人であるミュティレネのラオメドンに敬意を表して建てられたというものである。フランスの考古学者J・ロジェは、記念碑はアレクサンドロス大王に仕えた将軍ネアルコスに敬意を表して建てられたと主張している。また、デロス島のライオン像と同じように、象徴的なものであるとの説もある。
最も一般的なユニフォームは、赤と白の縦縞のシャツ、赤いショーツとソックスである。シャツの柄は細いストライプや太いストライプなど、さまざまな形をとってきた。次に一般的なのは、赤一色または白一色のユニフォームである。

## スタジアム

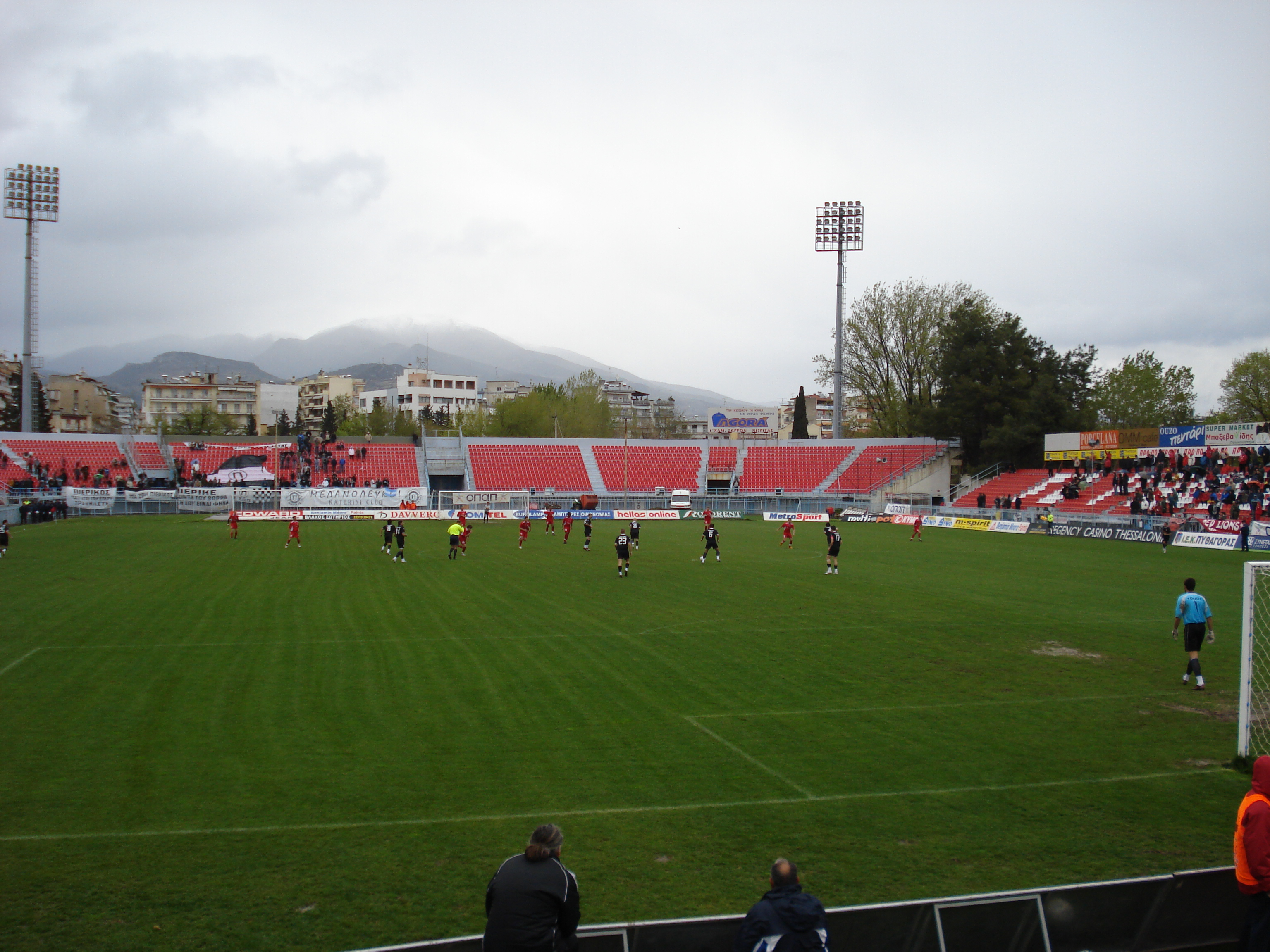
セレス・ミュニシパル・スタジアム

本拠地のセレス・ミュニシパル・スタジアムは1926年に建設された。当初はスタンドが西側にしかなく、収容人数は3,000人に満たなかった。1972年のAEL戦では14,200人という記録的な観客を集めた。1976年、スタジアムのスタンドは現在の形になった。この年、芝生を造る工事も行われた。当時は座席がなく、立ち見で15,000人を収容できた。老朽化を受けて2005年にも改修工事が行われ、すべてのスタンドに9,500席のプラスチック製の座席が設置されたが、これにより収容人数は減少した。これに併せてヘッドライトも設置された。

## 現所属メンバー
2024年1月12日現在
注：選手の国籍表記はFIFAの定めた代表資格ルールに基づく。
| No. | Pos. |            | 選手名                         |
| --- | ---- | ---------- | ------------------------------ |
| 1   | GK   | スロバキア | アドリアン・チョバン           |
| 2   | DF   | キプロス   | コスタス・ピレアス             |
| 3   | DF   | ギリシャ   | スタヴロス・ペタヴラキス       |
| 5   | DF   | ギリシャ   | アナスタシオス・アヴロニティス |
| 6   | MF   | ギリシャ   | アンゲロス・イコノム           |
| 7   | MF   | エジプト   | アムル・ワルダ                 |
| 8   | DF   | ギリシャ   | コンスタンティノス・シミアニス |
| 11  | MF   | ウルグアイ | マティアス・トマス             |
| 13  | GK   | ギリシャ   | パナギオティス・カツィカス     |
| 14  | MF   | セルビア   | コスタ・アレクシッチ           |
| 15  | DF   | ギリシャ   | アポストロス・ディアマンティス |
| 17  | MF   | ギリシャ   | アレクサンドロス・マスカナキス |
| 18  | MF   | ギリシャ   | ジシス・ハツィストラヴォス     |
| 19  | FW   | スペイン   | ヘフテ・ベタンコール           |

| No. | Pos. |                | 選手名                           |
| --- | ---- | -------------- | -------------------------------- |
| 20  | GK   | ギリシャ       | アレクサンドロス・ツォバニディス |
| 21  | MF   | ギリシャ       | サヴァス・ムルゴス               |
| 22  | MF   | イングランド   | ケイン・ウールリー               |
| 23  | MF   | ギリシャ       | マリオス・ソフィアノス           |
| 25  | DF   | ギリシャ       | ニコス・ゴツァマニディス         |
| 26  | MF   | ギリシャ       | パスハリス・スタイコス           |
| 27  | DF   | スリナム       | ダミル・ダンケライ               |
| 28  | MF   | ギリシャ       | ディミトリオス・アナコグル       |
| 31  | DF   | スウェーデン   | エミル・ベリストレーム           |
| 41  | MF   | ギリシャ       | ザハリアス・パパディミトリウ     |
| 64  | DF   | ギリシャ       | パナギオティス・デリヤニディス   |
| 69  | DF   | ウルグアイ     | マキシミリアーノ・モレイラ       |
| 72  | MF   | ブルキナファソ | イスマイラ・ウェドラオゴ         |
| 92  | FW   | ギリシャ       | ゲオルギオス・パパヴァシリウ     |

## タイトル
- ギリシャ・スーパーリーグ2: 5回
- 1964–65, 1971–72, 1979–80, 2007–08, 2022–23

- フットボールリーグ: 2回
- 1993–94, 2014–15

- ガンマ・エスニキ: 1回
- 2019–20